# Scaphyglottis clavata
Scaphyglottis clavata là một loài thực vật có hoa trong họ Lan. Loài này được Dressler mô tả khoa học đầu tiên năm 2004.